# 1-buten
i-Buten je zelo lahko vnetljiv, brezbarven plin s kemijsko formulo CH3CH2CH=CH2. Plin zelo hitro reagira s kisikom in je eksploziven ob stiku z zrakom. Pri onesnaženju se zadržuje pri tleh, ker je težji od zraka. Shranjujemo ga pri nizki temperaturi, utekočinjenega v zaprtem prostoru z urejeno ventilacijo. Pri gašenju manjših požarov počakamo, da plin izgori, za gašenje večjih požarov pa uporabljamo gasilne aparate na prah ali oglikov dioksid.
Plin se uporablja v proizvodnji plastičnih mas (poleg etilena in propilena).